# Puluhan (Trucuk)
Puluhan is een bestuurslaag in het regentschap Klaten van de provincie Midden-Java, Indonesië. Puluhan telt 2826 inwoners (volkstelling 2010).